# 세나 4세
세나 4세(Sena IV, 920년 ~ 975년)는 10세기 시대 아누라다푸라 왕국의 람바카나 제2왕조 제23대 군주였다.

## 같이 보기
- 스리랑카의 역사